# 新加坡总统
新加坡共和国总统是新加坡的虚位元首，在此之前是马来西亚新加坡州元首作為马来西亚最高元首的代表。自1993年起，新加坡總統由全民直選產生。在此之前，總統是由一院制國會選舉產生的。
自首任总统尤索夫·伊萨就职起，新加坡在59年间先后产生了9任总统。第一位直选总统是王鼎昌，现任总统是尚达曼。

## 条件与职权
新加坡總統的條件：
- 新加坡总统一职须由无党派人士参选，当选后须持无党派立场，不涉足政治派别矛盾。
- 2016年新加坡議會通過修訂憲法，如某個或某几个族群連續30年沒有人當選總統，下屆選舉就只限那個或那几个族群的代表參與。[1]

新加坡總統的職責：
1. 保管國家儲備金的第二把鑰匙；
2. 委任獲多數國會議員支持的議員為總理；
3. 拒絕解散國會；
4. 否決有關調整公積金投資等法案；
5. 否決法定機構和政府公司的預算；
6. 赦免死囚等罪犯，但須聽取內閣的建議。

新加坡總統可行使憲法賦予的五個否決權：
1. 可以拒絕讓政府動用歷屆政府所積累的儲備金；
2. 否決政府提名某些人出任公共部門要職的決定，也可以否決政府免除某要職職務的決定。這些要職包括大法官、國會議長、總檢察長、審計總長、會計總長、三軍總長、警察總監、貪污調查局局長等。
3. 根據內部安全法成立的顧問委員會建議釋放某名政治犯，而政府不同意，總統可以下令釋放這名政治犯。
4. 如果總理拒絕批准貪污調查局局長繼續對某人進行調查，總統可以推翻總理的決定，允許調查局繼續調查工作。
5. 根據維持宗教和諧法，政府可向行為違反這項法令的人發出限制令。不過，如果宗教和諧總統理事會（Presidential Council for Religious Harmony）反對內閣的決定，總統有權推翻內閣的決定。

新加坡憲法也規定總統在行使有關儲備金和重要職位人選的否決權時，須聽取總統顧問理事會（Council of Presidential Advisers）的建議。委員會由六名人士組成。成員有兩名由總統委任，包括主席；兩名由總理委任；大法官和公共服務委員會主席各委任一名。

## 历任新加坡总统
以下列出新加坡的历任总统。
| 任次 | 肖像                                                                                                | 姓名                                                                                                | 得票率                                                                                              | 就任日期                                                                                            | 卸任日期                                                                                            | 任期日數  | 種族 |
| ---- | --------------------------------------------------------------------------------------------------- | --------------------------------------------------------------------------------------------------- | --------------------------------------------------------------------------------------------------- | --------------------------------------------------------------------------------------------------- | --------------------------------------------------------------------------------------------------- | --------- | ---- |
| 1    | | 尤索夫·伊萨 Yusof bin Ishak யூசோஃப் பின் இஷாக் 1910年8月12日－1970年11月23日（60歲）                       | 国会委任                                                                                            | 1965年8月9日                                                                                        | 1970年11月23日                                                                                      | 1932天    | 巫   |
| 1    | 在此期间直至1971年1月2日，国会委任國會議長杨锦成为代总统。                                          | 在此期间直至1971年1月2日，国会委任國會議長杨锦成为代总统。                                          | 在此期间直至1971年1月2日，国会委任國會議長杨锦成为代总统。                                          | 在此期间直至1971年1月2日，国会委任國會議長杨锦成为代总统。                                          | 在此期间直至1971年1月2日，国会委任國會議長杨锦成为代总统。                                          | 40天      | 华   |
| 2    | | 本杰明·亨利·薛尔思 Benjamin Henry Sheares பெஞ்சமின் ஹென்றி ஷியர்ஸ் 1907年8月12日－1981年5月12日（73歲）       | 国会委任                                                                                            | 1971年1月2日                                                                                        | 1981年5月12日                                                                                       | 3783天    | 欧   |
| 2    | 在此期间直至1981年10月23日，国会委任杨锦成议长为代总统。                                            | 在此期间直至1981年10月23日，国会委任杨锦成议长为代总统。                                            | 在此期间直至1981年10月23日，国会委任杨锦成议长为代总统。                                            | 在此期间直至1981年10月23日，国会委任杨锦成议长为代总统。                                            | 在此期间直至1981年10月23日，国会委任杨锦成议长为代总统。                                            | 164天     | 华   |
| 3    | | 蒂凡那 Chengara Veetil Devan Nair சி.வி தேவன் நாயர் 1923年8月5日－2005年12月6日（82歲）                   | 国会委任                                                                                            | 1981年10月23日                                                                                      | 1985年3月27日                                                                                       | 1251天    | 印   |
| 3    | 在此期间，国会委任大法官黃宗仁为代总统，3月29日国会议长杨锦成代替他任代总统，直至1985年9月2日为止。 | 在此期间，国会委任大法官黃宗仁为代总统，3月29日国会议长杨锦成代替他任代总统，直至1985年9月2日为止。 | 在此期间，国会委任大法官黃宗仁为代总统，3月29日国会议长杨锦成代替他任代总统，直至1985年9月2日为止。 | 在此期间，国会委任大法官黃宗仁为代总统，3月29日国会议长杨锦成代替他任代总统，直至1985年9月2日为止。 | 在此期间，国会委任大法官黃宗仁为代总统，3月29日国会议长杨锦成代替他任代总统，直至1985年9月2日为止。 | 158天     | 华   |
| 4    | | 黄金辉 Wee Kim Wee வீ கிம் வீ 1915年11月4日－2005年5月2日（89歲）                                       | 国会委任                                                                                            | 1985年9月2日                                                                                        | 1993年9月1日                                                                                        | 2921天    | 华   |
| 5    | | 王鼎昌 Ong Teng Cheong ஓங் டெங் சியோங் 1936年1月22日－2002年2月8日（66歲）                                | 58.69% （95万2,513票）                                                                              | 1993年9月1日                                                                                        | 1999年8月31日                                                                                       | 2190天    | 华   |
| 6    | | 塞拉潘·纳丹 Sellapan Ramanathan செல்லப்பன் ராமநாதன் 1924年7月3日－2016年8月22日（92歲）                    | 自动当选                                                                                            | 1999年9月1日                                                                                        | 2005年8月31日                                                                                       | 4382天    | 印   |
| 6    | 自动当选                                                                                            | 塞拉潘·纳丹 Sellapan Ramanathan செல்லப்பன் ராமநாதன் 1924年7月3日－2016年8月22日（92歲）                    | 2005年9月1日                                                                                        | 2011年8月31日                                                                                       | | 4382天    | 印   |
| 7    | | 陈庆炎 Tony Tan Keng Yam டோனி டான் கெங் யாம் 1940年2月7日                                                   | 35.20% （74万5,693票）                                                                              | 2011年9月1日                                                                                        | 2017年8月31日                                                                                       | 2191天    | 华   |
| 7    | 在此期间直至2017年9月14日，宪法规定总统顾问理事会主席J·Y·比莱为代总统。                             | 在此期间直至2017年9月14日，宪法规定总统顾问理事会主席J·Y·比莱为代总统。                             | 在此期间直至2017年9月14日，宪法规定总统顾问理事会主席J·Y·比莱为代总统。                             | 在此期间直至2017年9月14日，宪法规定总统顾问理事会主席J·Y·比莱为代总统。                             | 在此期间直至2017年9月14日，宪法规定总统顾问理事会主席J·Y·比莱为代总统。                             | 13天      | 印   |
| 8    | | 哈莉玛·雅各布 Halimah binti Yacob ஹலிமா பிந்தி யாக்கோப் 1954年8月23日                                        | 自动当选                                                                                            | 2017年9月14日                                                                                       | 2023年9月13日                                                                                       | 2190天    | 巫   |
| 9    | | 尚达曼 Tharman Shanmugaratnam தர்மன் சண்முகரத்தினம் 1957年2月25日                                          | 70.41% （174萬6,427票）                                                                             | 2023年9月14日                                                                                       | 现任                                                                                                | 至今589天 | 印   |

备注
1. 1 2  
卒於任上。
2. ↑  
辞职。
3. ↑  
1991年宪法修改之后，使黄总统的任期定在1993年9月1日结束。
4. 1 2  
纳丹在1999年和2005年总统选举的提名日都不战而胜。
5. ↑  
哈莉玛在2017年总统选举的提名日不战而胜。

新加坡前7任总统都是男人。然而，2008年，新电信管理的民生调查网站MyMailMoment.com进行公投，1256名国人当中，女受访者和男受访者当中有分别63%和58%，表明会投票支持女总统，50岁以上的年长者尤其乐于接受。

## 在世前任总统
截至2025年4月，歷任总统中有两位仍在世：
| 姓名          | 任期                         | 出生日期      |
| ------------- | ---------------------------- | ------------- |
| 陈庆炎        | 2011年9月1日－2017年8月31日  | 1940年2月7日  |
| 哈莉玛·雅各布 | 2017年9月14日－2023年9月13日 | 1954年8月23日 |

- 最近一位去世的前总统是塞拉潘·纳丹（任期：1999年9月1日－2011年8月31日），于2016年8月22日去世，享年92岁。